# Monotoma angusticeps
Monotoma angusticeps is een keversoort uit de familie kerkhofkevers (Monotomidae). De wetenschappelijke naam van de soort werd in 1911 gepubliceerd door Edmund Reitter.